# Geoff Goodacre
Pour les articles homonymes, voir Goodacre.
Geoffrey Charles Goodacre (19 juin 1927 à Blayney et mort le 20 juin 2004) est un athlète australien en course de haies.
Il complète l'épreuve du 400 mètres haies lors des Jeux olympiques d'été de 1956 de Melbourne.